# El abuelo
El abuelo is een Spaanse film uit 1998, geregisseerd door José Luis Garci.

## Verhaal
Na jaren in Amerika te hebben gewoond, keert Don Rodrigo (Fernando Fernán Gómez) terug naar Spanje in verband met het overlijden van zijn zoon. Hij maakt kennis met zijn schoondochter Lucrecia en kleindochters Dolly en Nelly. Zijn zoon heeft een brief achtergelaten waarin hij zijn vader vertelt dat een van de meisjes niet zijn echte dochter is, maar het resultaat van een affaire die Lucrecia had met een schilder uit Parijs. Om de waarheid te ontdekken, confronteert Don Rodrigo zijn schoondochter.

## Rolverdeling
| Acteur                  | Personage         |
| ----------------------- | ----------------- |
| Fernando Fernán Gómez   | Don Rodrigo       |
| Rafael Alonso           | Pio Coronado      |
| Cayetana Guillén Cuervo | Lucrecia          |
| Agustín González        | Senén             |
| Cristina Cruz Mínguez   | Dolly             |
| Alicia Rosas            | Nelly             |
| Fernando Guillén        | Alcalde de Jerusa |
| Francisco Algora        | Don Carmelo       |
| Antonio Valero          | Jaime             |

## Ontvangst

### Recensies
Op Rotten Tomatoes geeft 53% van de 15 recensenten de film een positieve recensie, met een gemiddelde score van 5,68/10. Metacritic komt tot een score van 57/100, gebaseerd op 15 recensies.

### Prijzen en nominaties
Tijdens de uitreiking van de Premios Goya van 1999 ging het gerucht dat diverse juryleden geld en waren hadden ontvangen in ruil voor een stem op de film. De geruchten werden ontkend, maar regisseur José Luis Garci vond dat dit niet krachtig genoeg werd gedaan. Hij liet daarom het gala aan zich voorbij gaan.

Een selectie van prijzen en nominaties:
| Jaar | Evenement                               | Categorie                    | Genomineerde                                         | Resultaat   |
| ---- | --------------------------------------- | ---------------------------- | ---------------------------------------------------- | ----------- |
| 1999 | Premios Goya (13de uitreiking)          | Beste film                   | El abuelo                                            | Genomineerd |
| 1999 | Premios Goya (13de uitreiking)          | Beste regisseur              | José Luis Garci                                      | Genomineerd |
| 1999 | Premios Goya (13de uitreiking)          | Beste acteur                 | Fernando Fernán Gómez                                | Gewonnen    |
| 1999 | Premios Goya (13de uitreiking)          | Beste actrice                | Cayetana Guillén Cuervo                              | Genomineerd |
| 1999 | Premios Goya (13de uitreiking)          | Beste mannelijke bijrol      | Agustín González                                     | Genomineerd |
| 1999 | Premios Goya (13de uitreiking)          | Beste bewerkt scenario       | José Luis Garci, Horacio Valcárcel                   | Genomineerd |
| 1999 | Premios Goya (13de uitreiking)          | Beste camerawerk             | Raúl Pérez Cubero                                    | Genomineerd |
| 1999 | Premios Goya (13de uitreiking)          | Beste montage                | Miguel González Sinde                                | Genomineerd |
| 1999 | Premios Goya (13de uitreiking)          | Beste artdirector            | Gil Parrondo                                         | Genomineerd |
| 1999 | Premios Goya (13de uitreiking)          | Beste productiemanager       | Luis María Delgado, Valentín Panero                  | Genomineerd |
| 1999 | Premios Goya (13de uitreiking)          | Beste geluid                 | José Antonio Bermúdez, Diego Garrido, Antonio García | Genomineerd |
| 1999 | Premios Goya (13de uitreiking)          | Beste kostuums               | Gumersindo Andrés                                    | Genomineerd |
| 1999 | Premios Goya (13de uitreiking)          | Beste grime en haarstijl     | Cristóbal Criado, Alicia López                       | Genomineerd |
| 1999 | Academy Awards (71ste uitreiking)       | Beste niet-Engelstalige film | El abuelo                                            | Genomineerd |
| 1999 | Internationaal filmfestival van Chicago | Gouden Hugo                  | El abuelo                                            | Genomineerd |